# Saint-Maxire
Saint-Maxire è un comune francese di 1 308 abitanti situato nel dipartimento delle Deux-Sèvres nella regione della Nuova Aquitania.

## Società

### Evoluzione demografica
Abitanti censiti